# Biblioteca comunale Publio Ovidio Nasone
La biblioteca comunale Publio Ovidio Nasone è la biblioteca pubblica di Sulmona creata nel 1812, da alcuni cittadini sulmonesi nel Palazzo Comunale.

## Storia
Il primo fondo bibliografico raccolto venne trasferito nella Biblioteca del Collegio degli Abruzzi che aveva sede in quella che era stata l'Abbazia di Santo Spirito al Morrone, fondata da Pietro da Morrone nel 1265 prima che diventasse Papa Celestino V, cuore dell'ordine dei monaci Celestiniani.

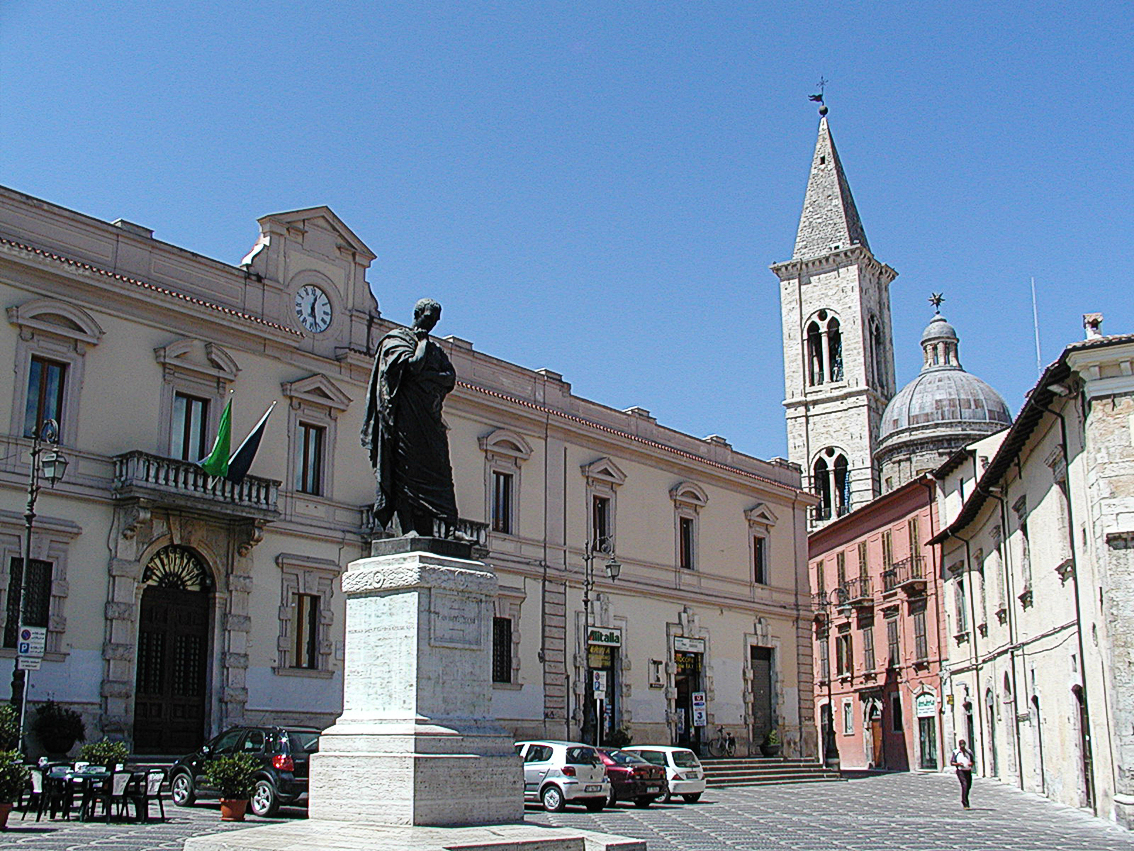
Piazza XX Settembre, statua di Ovidio ed ex Palazzo dei Gesuiti, sede della biblioteca comunale

Quando nel 1816 il Regio Collegio venne trasferito a L'Aquila si perse traccia dei volumi della biblioteca di Santo Spirito, che andò spartito nelle varie biblioteche della città, fondi riuniti poi nella Biblioteca provinciale "Salvatore Tommasi" a L'Aquila.
Fino all'unificazione del Regno d'Italia non abbiamo notizie di biblioteche pubbliche in Sulmona.
Nel 1865, con l'acquisizione del patrimonio bibliografico dei conventi dei Minori riformati di Sulmona e di Castel di Sangro, alienato per l'editto di Gioacchino Murat, il Comune di Sulmona costituì una nuova Biblioteca pubblica che si arricchiarricchì nel 1867 con i fondi delle biblioteche conventuali di Scanno, di Pacentro, di Raiano e di Castel di Sangro, confluite nel palazzo San Francesco, sede del Municipio, accanto la chiesa di San Francesco della Scarpa.
Tutti i libri acquisiti vennero sistemati in un locale, precedentemente adibito a rimessa, che era stato ripulito, fornito di librerie in noce lungo tutte le pareti ed ornato di stucchi.
Successivamente il locale cambiò, per le necessità di locali più ampi visto il patrimonio librario aumentato, e fu scelto il palazzo dell'ex Collegio dei Gesuiti, in piazza XX Settembre, con l'ingresso laterale da Largo Tommasi. Nella Rassegna Abruzzese del 15 aprile 1898, giornale fondato a Sulmona dallo storico Giovanni Pansa con la collaborazione di studiosi quali Pietro Piccirilli, Nunzio Faraglia e Antonio De Nino, il locale viene definito "ottimo" allo scopo e di fatto ancora oggi la Sala Lignea della Biblioteca Comunale, dopo un accurato restauro, è un ambiente che conserva volumi datati dal XVI fino al XIX secolo e un consistente fondo ovidiano di oltre 900 volumi.
Il palazzo, danneggiato in parte dal terremoto del 2009, è stato dichiarato inagibile, e parte del patrimonio librario è stato trasferito nel liceo classico "P.Ovidio Nasone", e in parte nella Collezione della biblioteca "Giuseppe Capograssi" a Sulmona.

## Intitolazione
Nel 1958, in occasione del bimillenario della nascita, avvenuta a Sulmona, la Biblioteca Comunale venne intitolata al poeta Publio Ovidio Nasone.
Attualmente è inagibile a causa del sisma del 2009.